# Doronicum excelsum
Doronicum excelsum là một loài thực vật có hoa trong họ Cúc. Loài này được (N.E.Br.) Stace mô tả khoa học đầu tiên năm 1991.